# A patkolókovács
A patkolókovács (Blacksmith Scene) William K. L. Dickson 1893-ban bemutatott kinetoszkópos rövidfilmje, mely a legrégebbi teljes egészében fennmaradt film, valamint az első, melyben színészek szerepelnek. Az Egyesült Államok Nemzeti Filmmegőrzési Bizottsága történelmi jelentősége miatt 1995-ben az amerikai filmes örökség részévé nyilvánította és fokozott védelemben részesítette.

## A felvétel
A mindössze félperces felvételen három kovácsot láthatunk, akik a forró megmunkálandó fémet kalapálják, majd sört isznak és újra folytatják a munkát. A három szereplő közül kettő személyazonossága ismert: Charles Kayser és John Ott, akik Edison alkalmazottai voltak. A szereplőkön kívül az előtérben még egy személy árnyéka látható.
A filmet Thomas Alva Edison cége, az Edison Manufacturing Company finanszírozta, ahol Dickson dolgozott. A filmet 1893 áprilisában Edison stúdiójában a Black Mariában rögzítették 35 mm-es filmre. A nyilvános bemutató vetítésre május 9-én került sor a Brooklyn Institute of Arts and Sciencesben, ahol a nézők egy kinetoszkóp segítségével tudták megtekinteni Dickson felvételét.
Az eredeti felvétel egyik másolatát a Henry Ford Museumban találták meg, melyet 1989-ben a New York-i Museum of Modern Art a felvétel megmentése és megőrzése céljából archivált.